# Corte Palasio
Corte Palasio (Curt Palasi in dialetto lodigiano) è un comune italiano di 1 547 abitanti della provincia di Lodi in Lombardia, che sorge sulla sponda sinistra del fiume Adda.

## Storia
Comune di origine gallica, appartenne ai conti di Comazzo (intorno al 1000), alla mensa vescovile di Lodi, all'abbazia del Cerreto (1143) e, in parte, ai Pusterla, fino a giungere in mano ai Trivulzio nel 1460.
In età napoleonica (1809-16) al comune di Corte Palasio furono aggregate Abbadia Cerreto e Tormo, ridivenute autonome con la costituzione del Regno Lombardo-Veneto.

### Simboli
Lo stemma e il gonfalone sono stati concessi con decreto del presidente della Repubblica del 16 ottobre 1955.
Il campo palato di oro e di verde è ispirato al blasone dei Trivulzio (di verde, a tre fasce d'oro) che possedevano terre nella zona.
La figura del castello richiama l'antico blasone della famiglia Pusterla (d'azzurro, a un castello al naturale, su una terrazza di verde), i quali condividevano il feudo con la vicina abbazia di Santa Maria del Cerreto, il cui emblema era una gru con la sua vigilanza. Il colore verde dominante richiama la borgata di Terraverde, in cui ha sede il municipio.
Il gonfalone è un drappo di azzurro.

## Società

### Evoluzione demografica
- 2010 nel 1751
- 1286 nel 1805
- 2000 dopo annessione di Abbadia Cerreto e Tormo nel 1809

Abitanti censiti

### Etnie e minoranze straniere
Al 31 dicembre 2019 gli stranieri residenti nel comune di Corte Palasio in totale sono 213; le comunità nazionali numericamente significative sono:
1. Romania, 99
2. Egitto, 24

## Geografia antropica
Secondo lo statuto comunale, il territorio comunale comprende i centri abitati di Bocchirale, Cadilana, Casellario, Palasio, Prada e Terraverde.
Secondo l'ISTAT, il territorio comunale comprende il centro abitato di Terraverde-Corte Palasio, la frazione di Cadilana, e le località di Bastia-Molina, Dosso, Prada e Ronchi.
La sede comunale è posta nel centro abitato di Terraverde.

## Economia
Corte Palasio basa la propria economia quasi esclusivamente sull'agricoltura.
Nel 1856 nasce l'Associazione Agricola Lombarda che dà vita presso il territorio ad una scuola di studi di agricoltura di grande rilievo, visitata anche dal generale Giuseppe Garibaldi, nel marzo del 1862. La mancanza di fondi porterà però alla chiusura della stessa.
In tempi più recenti, il latifondo è scomparso e le terre sono state comprate dalla Cassa per la Formazione della Proprietà Contadina che le ha assegnate a conduttori diretti.
Prosperano quindi una trentina di aziende agricole con stalle modello per l'allevamento di bovini da latte.
Il resto della popolazione è impiegato in imprese commerciali e nel terziario.
Cadilana, per la sua vicinanza alla strada Lodi–Crema, ha visto un certo sviluppo edilizio e l'insediamento di piccole imprese industriali e artigiane.

## Amministrazione
Segue un elenco delle amministrazioni locali.
| Periodo | Periodo | Primo cittadino      | Partito      | Carica  | Note |
| ------- | ------- | -------------------- | ------------ | ------- | ---- |
| 1945    |         | Carlo Stabilini      |              | Sindaco |      |
| 1946    | 1946    | Francesco Cavallanti |              | Sindaco |      |
| 1946    | 1951    | Angelo Dadda         |              | Sindaco |      |
| 1951    | 1975    | Albino Gavina        |              | Sindaco |      |
| 1975    | 1980    | Lodovico Aspetti     |              | Sindaco |      |
| 1980    | 1995    | Ernesto Zanaboni     |              | Sindaco |      |
| 1995    | 2004    | Marco Stabilini      |              | Sindaco |      |
| 2004    | 2009    | Pierangelo Repanati  |              | Sindaco |      |
| 2009    | 2019    | Marco Stabilini      | lista civica | Sindaco |      |
| 2019    | 2024    | Claudio Manara       | lista civica | Sindaco |      |
| 2024    |         | Marialuisa Pulito    | lista civica | Sindaco |      |

### Altre informazioni amministrative
Corte Palasio forma dal 1º gennaio 2014 con Abbadia Cerreto e Boffalora d'Adda l'Unione di Comuni Lombarda "Oltre Adda Lodigiano".